# Supergrass

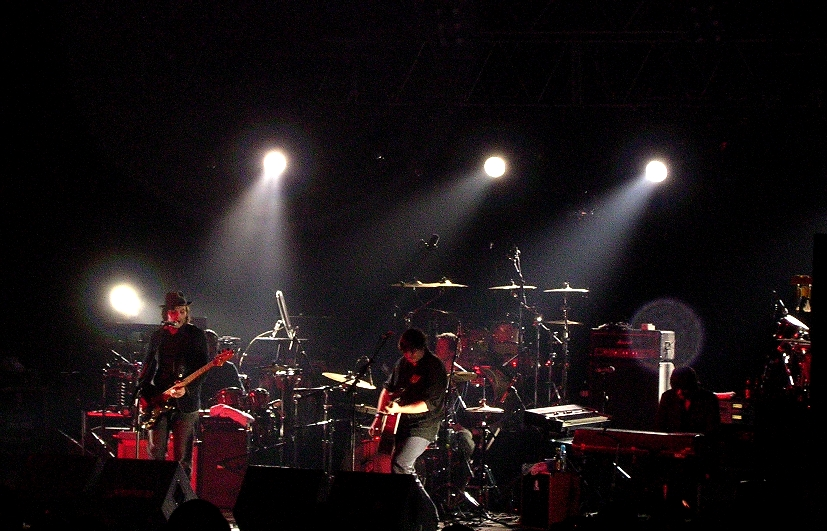
Supergrass i Madrid 2005.

Supergrass var ett brittiskt rockband, bildat 1993 i Oxford. Det bestod av bröderna Gaz (gitarr och sång) och Rob Coombes (keyboard) samt Danny Goffey (trummor) och Mick Quinn (basgitarr).
Bandet gav 1994 ut sin debutsingel "Caught by the Fuzz" på indiebolaget Backbeat. Detta ledde till kontrakt med Parlophone, som återutgav singeln senare samma år. 1995 gavs debutalbumet I Should Coco ut, innehållande bland annat hiten "Alright". Albumet toppade UK Albums Chart och nominerades till Mercury Music Prize. 1996 utsågs bandet till årets brittiska genombrott på BRIT Awards. Uppföljaren In It for the Money gavs ut 1997, med hitar som "Going Out" och "Richard III".
Deras tredje album, självbetitlade Supergrass gavs ut 1999. Det fjärde albumet Life On Other Planets (2002) var det första med Rob Coombes som officiell medlem, han hade dock medverkat i bandet redan från början. 2005 gavs albumet Road to Rouen ut och 2008 Diamond Hoo Ha.

## Diskografi
Studioalbum
- 1995 – I Should Coco
- 1997 – In It for the Money
- 1999 – Supergrass
- 2002 – Life on Other Planets
- 2005 – Road to Rouen
- 2008 – Diamond Hoo Ha

Samlingsalbum
- 2000 – B-Side Trax
- 2004 – Supergrass Is 10
- 2009 – Supergrass: The Albums Collection

EPs
- 1999 – Introducing... Supergrass
- 2006 – Supertunes
- 2008 – Live from London

Singlar (topp 40 på UK Singles Chart)
- 1994 – "Mansize Rooster" (#20)
- 1995 – "Lenny" (#10)
- 1995 – "Alright" / "Time" (#2)
- 1996 – "Going Out" (#5)
- 1997 – "Richard III" (#2)
- 1997 — "Sun Hits the Sky" (#10)
- 1997 – "Late in the Day" (#18)
- 1999 – "Pumping on Your Stereo" (#11)
- 1999 – "Moving" (#9)
- 1999 – "Mary" (#36)
- 2002 – "Grace" (#13)
- 2003 – "Seen the Light" (#22)
- 2004 – "Kiss of Life" (#23)
- 2005 – "St. Petersburg" (#22)